# Instituto Psiquiátrico Dr. José Horwitz Barak
El Instituto Psiquiátrico Dr. José Horwitz Barak es el principal hospital psiquiátrico de Chile, ubicado en la comuna de Recoleta, Santiago. Forma parte del Servicio de Salud Metropolitano Norte, y ha sido catalogado como un establecimiento hospitalario tipo 2.
Fue fundado el 8 de agosto de 1852 como "Casa de Orates de Nuestra Señora de Los Ángeles", originalmente ubicado en el barrio Yungay de Santiago. En 1858 se entrega su nueva construcción, en su ubicación actual, obra del arquitecto Fermín Vivaceta. En 1928 es renombrado "Manicomio Nacional". Un incendio destruyó gran parte del hospital en 1946, desastre en el que fallecieron 13 pacientes. En 1955 vuelve a cambiarse su nombre, esta vez como "Hospital Psiquiátrico". Su nombre actual fue instaurado en 1983, como homenaje póstumo a José Horwitz, quien se desempeñó como jefe de servicio clínico y director del hospital.

## Historia

### La Casa de Orates
La inauguración de la Casa de Orates fue llevada a cabo el 8 de agosto de 1852 en el barrio Yungay de la ciudad de Santiago. Las instalaciones al principio fueron insuficientes por lo que debió ser trasladada a la Avenida La Paz en el barrio de Recoleta.
Al principio, la Casa de Orates tenía 30 camas que luego fueron aumentadas a 100, he ahí el motivo de su traslado a Recoleta. En el año 1890 había algunos centenares de pacientes (la mayoría crónicos) hacinados de tal forma que en habitaciones de 3 por 4 metros dormían 17 personas sobre montones de paja en el piso. El encierro era entre las 19 horas y las 7 de la mañana siguiente, debido a la falta de cuidadores; en estas 12 horas podía suceder cualquier cosa. Estas eran las condiciones que se plasmaban en el informe de los doctores José Joaquín Aguirre y Octavio Maira a fines del siglo XIX.

### La división y el Manicomio Nacional
Fueron 1700 plazas las que tenía la Casa de Orates en 1920. El entonces subdirector del establecimiento, Dr. Jerónimo Letelier Grez, dividió el recinto en tres secciones:
1. Hospital Psiquiátrico: donde los ingresos eran voluntarios y de observación.
2. Manicomio: para los alienados peligrosos y antisociales.
3. Asilo de Temperancia: para personas con problemas de alcoholismo y toxicómanos.

Desde 1884 no existía la docencia en la Casa de Orates debido a un conflicto entre el Dr. Carlos Sazié Heredia, que en esos años era profesor de Enfermedades Nerviosas y Mentales, con la Junta Directiva del establecimiento. Sin embargo, bajo la gestión del Dr. Joaquín Luco Arriagada, quien había sido profesor de las mismas materias en el año 1907, estos problemas se resolvieron. Luego, en 1927, cuando la Facultad de Medicina dividió la cátedra única en dos (Psiquiatría y Neurología), la primera quedó definitivamente en la nueva sección Hospital Psiquiátrico, ahora rebautizada como la Clínica Universitaria de Psiquatría a cargo del Dr. Óscar Fontecilla Espinoza (así se le llamó a esta sección, o también recibió el nombre de Clínica Universitaria Psiquiátrica, hasta 1959 fue traspasada a la Universidad de Chile).
Es importante señalar que la documentación de 1927 hacía referencia al establecimiento como Casa de Orates, mientras que documentos de 1929 la mencionan como Manicomio. Esto era así porque la última había expandido su gama de servicios, incorporando atención de pacientes agudos y de observación, y a fines de los años 1930 contaba con atención de urgencia y tres servicios de pacientes agudos a cargo de los doctores Isaac Horwitz Barak, Octavio Peralta Varela y Agustín Téllez Meneses, cada uno con su sector de paciente crónicos también. A toda este organigrama se agregó en 1939 la cátedra extraordinaria de Psiquiatría. a cargo del último.
Desde esta época, todo lo que no fuese correspondiente a la Clínica Universitaria de Psiquiatría, dentro de la Casa de Orates, se le denominó Manicomio Nacional, conocido nacionalmente como el lugar donde se atendían pacientes alienados.

### El proyecto de un nuevo hospital

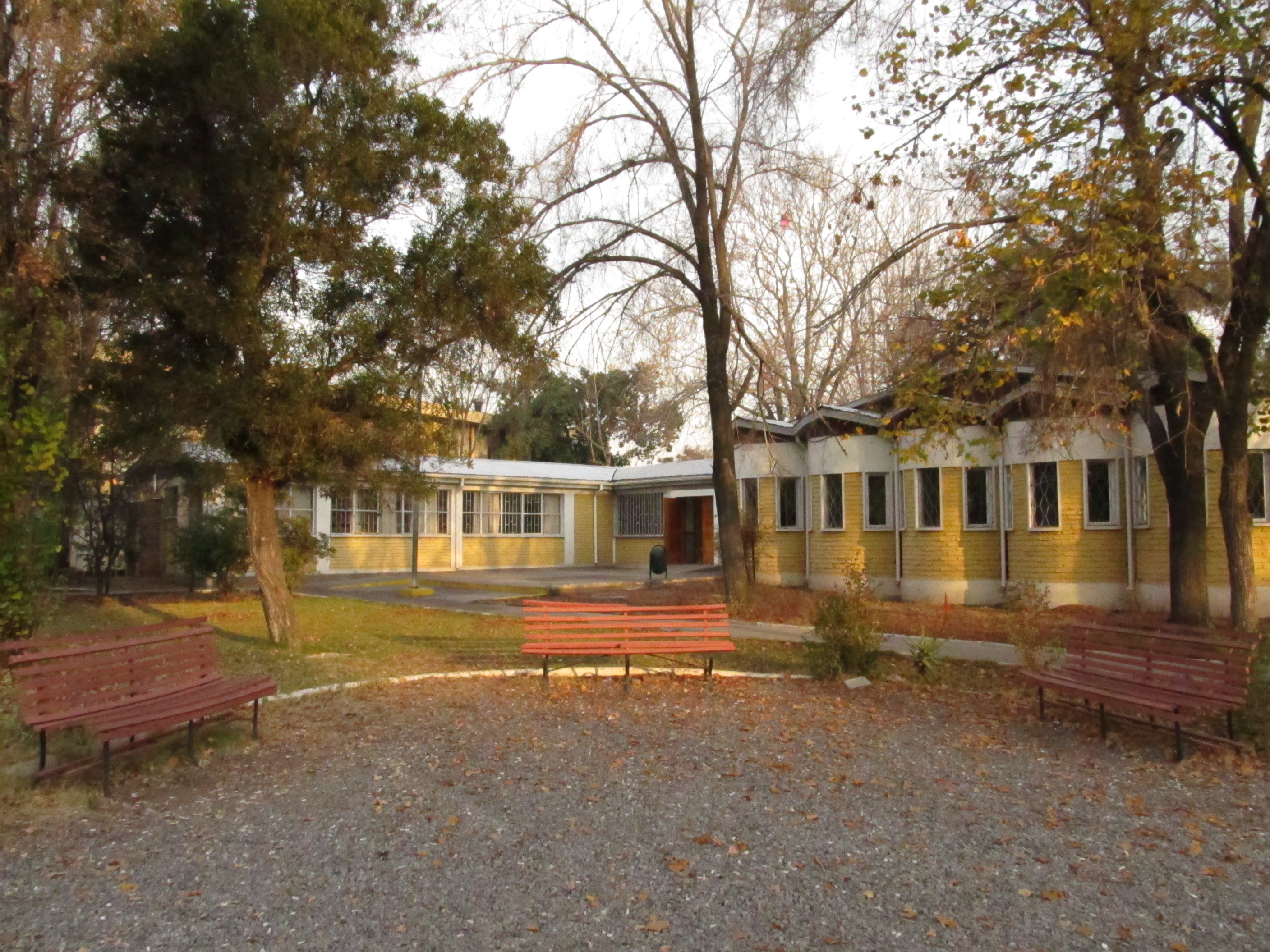
Dependencias del hospital.

La Junta de Beneficencia, órgano creado en 1891 para administración de hospitales públicos, aprobó en 1929 la construcción de un nuevo Hospital Psiquiátrico, la cual no se concreta. En 1945 un incendio destruyó las instalaciones de Recoleta (un tercio se quema y muchas personas murieron), lo que impulsa a que en 1946 se acordara por segunda vez la construcción del recinto, aunque ahora en terrenos anexos al Hospital del Salvador de Santiago, donde sólo se colocó la primera piedra. Esta situación se vuelve a tocar en una sesión de la Junta en 1950, donde después de muchas disputas se acordó proseguir la edificación donde se había planeado cuatro años atrás.
Son muchas las crónicas periodísticas que hay sobre el tema (la mayoría de El Mercurio), las que relatan cómo distintas personalidades de la salud, del establecimiento y de la sociedad abogan por el cumplimiento de las promesas de la construcción. Por ejemplo, importante es destacar que en las proximidades del cumplimiento del centenario de la Casa de Orates (1952), en una sesión del 4 de junio de 1952 del Senado, se escuchó una extensa y muy bien respaldada exposición del senador Salvador Allende Gossens al respecto; también en la Cámara de Diputados se aceptaron dos proposiciones del diputado Hermes Ahumada Pacheco, una que otorgaba un millón de pesos a la Sociedad de Neuropsiquiatría para la realización de un Congreso Internacional y la otra que entregaba las utilidades de un sorteo de la Polla Chilena de Beneficencia al Manicomio.
Otras crónicas de El Mercurio brindan información acerca del tema, como por ejemplo una del sábado 11 de abril de 1953, la cual comunica que la Sociedad Constructora de Establecimientos Hospitalarios entregó cinco pabellones al Ministerio de Salubridad para la Clínica Psiquiátrica del Manicomio Nacional con capacidad para 120 pacientes; el 12 de junio, otra crónica destaca que el costo de este proyecto fue de $19.673.000. El miércoles 6 de mayo, el doctor Manuel Francesco Beca Soto relata que el Consejo del Servicio Nacional de Salud aprobó a inicios de 1953 la construcción del nuevo Hospital Psiquiátrico en los actuales terrenos (Recoleta) para aprovechar los servicios ya existentes allí. Una semana más tarde la editorial del mismo diario menciona que es inconveniente ubicarlo allí porque interfiere con la urbanización de ese sector de la ciudad, por lo que una mejor opción sería instalarlo en la Hacienda El Peral también perteneciente como terreno al Servicio Nacional de Salud. El 10 de julio del mismo año (1953), El Mercurio señala que está formalizada la construcción en los actuales terrenos (Recoleta) con una inversión de $150 millones mediante propuesta pública.

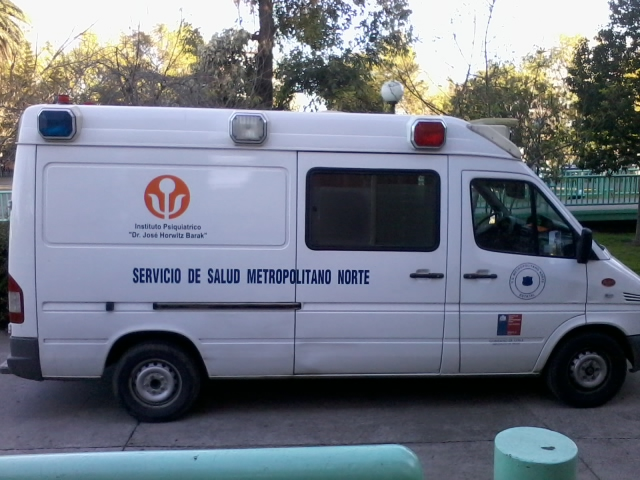
Ambulancia del Instituto Psiquiátrico

### El Hospital Psiquiátrico
Finalmente, en 1956 queda establecido que la Clínica Universitaria de Psiquiatría está bajo responsabilidad del Servicio Nacional de Salud y es una sección más del Hospital Psiquiátrico. Por otra parte, en 1959, se reitera que la ahora Clínica Psiquiátrica de la Universidad de Chile funciona en locales y terrenos del Servicio Nacional de Salud y se decide transferirla al régimen del Hospital José Joaquín Aguirre independizándola del Hospital Psiquiátrico.
Por otro lado, la denominación de Hospital Psiquiátrico es utilizada en vez de Manicomio Nacional en 1956, cuando las antiguas dependencias de pacientes agudos son reemplazados por las modernas, esto mejora el entorno hospitalario y la atención, la cual se tornará más profesional. En 1983, el Instituto tomó el nombre del Dr. José Horwitz Barak quien fue su director y jefe de servicio, médico que se especializó en el tratamiento de pacientes con alcoholismo.